# Belisario Corenzio

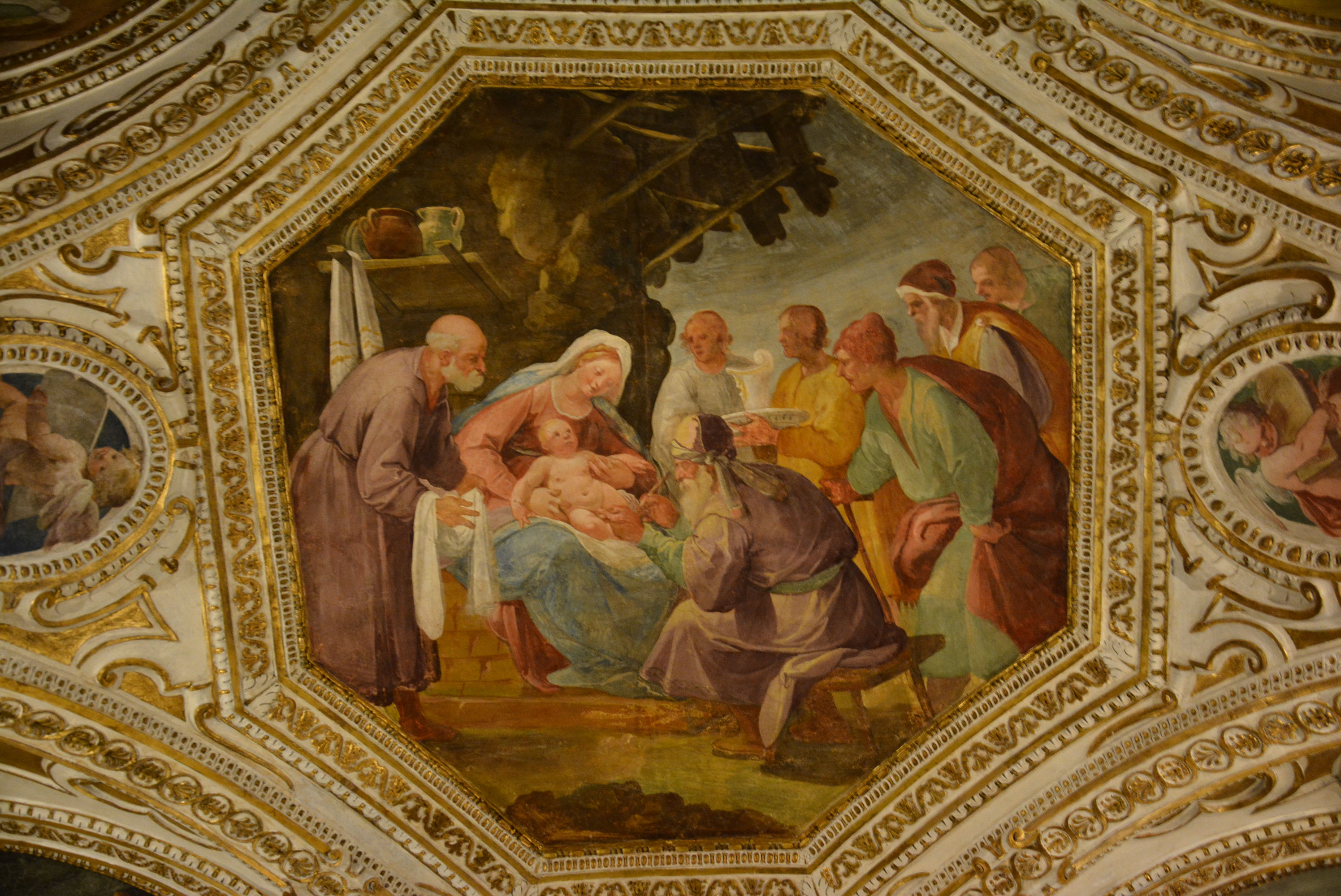
Circumcisio Domini, Fresko von Corenzio in der Krypta der Kathedrale von Salerno

Belisario Corenzio (* 1558 in Achaia, Griechenland; † 1646 in Neapel, Italien) war ein italienischer Maler griechischer Herkunft, der zur neapolitanischen Schule gehörte.

## Leben
Die Biographie von Belisario Corenzio ist von verschiedenen Anekdoten überschattet, die insbesondere von seinem späteren Biographen Bernardo De Dominici (Vite de pittori … napolitani, 1744) verbreitet wurden, und die Corenzio als eine zwielichtige und korrupte Persönlichkeit darstellen – ein skrupelloser Mensch, der aus Machtgier und Eifersucht weder vor Intrigen und Drohungen, und nicht einmal vor Mord zurückgeschreckt sei. De Dominici behauptete, dass jeder Maler in Neapel, der ein ruhiges Leben führen wollte, angeblich gerne seine eigenen Aufträge an Corenzio abgetreten habe, „aus Furcht... vor diesem bösen Mann, der überall als schrecklich wie der Leibhaftige bekannt war“ („per timore... di quell'uomo maligno, da per tutto conosciuto terribile, e facinoroso“).
Über Corenzios Ausbildung ist wenig oder nichts bekannt, De Dominici und Paolo de Matteis behaupteten, er habe bei Tintoretto in Venedig gelernt, übernahm jedoch später den Stil des Cavalier d’Arpino (Giuseppe Cesari), der einige Arbeiten in Neapel ausführte (u. a. in der Certosa di San Martino). Eine Lehre bei Tintoretto wird jedoch dadurch unwahrscheinlich oder widerlegt, dass der 88-jährige Corenzio selber 1646 aussagte, er habe 76 Jahre in Neapel gelebt. Demnach wäre er mit etwa 12 Jahren nach Neapel gekommen, also um 1570.

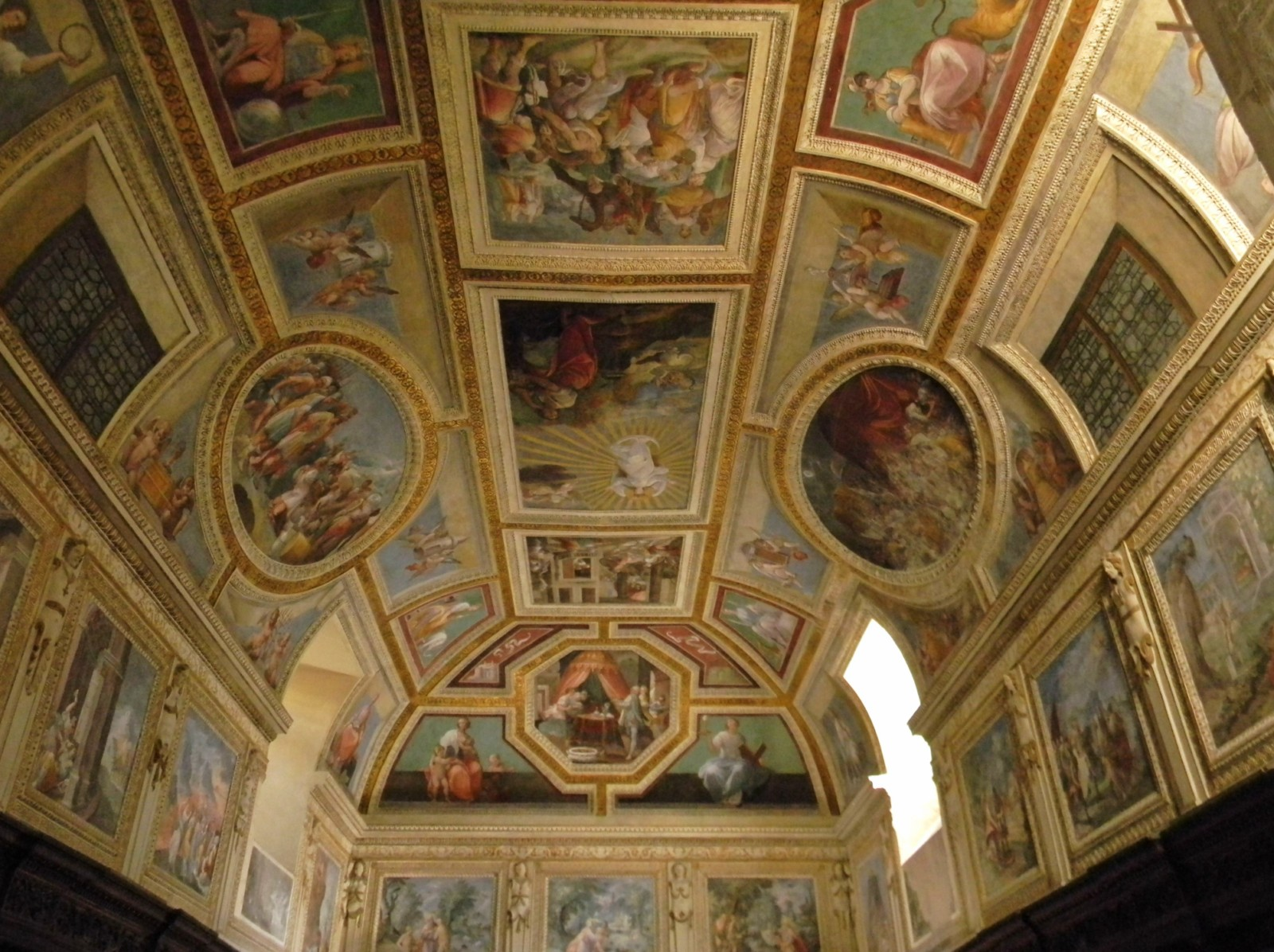
Deckenfresken in der Sakristei der Basilica della SS Annunziata Maggiore, Neapel

Erste Dokumente über Corenzios malerische Aktivität stammen von 1590, als er bereits 32 Jahre alt war und in SS. Annunziata in Neapel „alle Fresken, in der Kuppel und im Chor“ gemalt habe. Ein Großteil davon wurde 1757 bei einem Brand zerstört, nur Fresken in der Sakristei und in der Cappella del tesoro sind erhalten, aber durch spätere Übermalungen schwer einzuschätzen. In der Kirche San Gennaro in San Martirio wirkte er 1591–1592 – diese von De Dominicis hochgelobten Fresken sind nicht erhalten, sie wurden schon 40 Jahre später von Battistello Caracciolo übermalt.
Im letzten Jahrzehnt des 16. Jahrhunderts schuf Corenzio außerdem Fresken in San Paolo Maggiore, die von frühen Biographen einhellig als sein Hauptwerk gelobt wurden (u. a. von Carlo Celano 1692) – laut Matteis habe er dafür den „Applaus der ganzen Welt“ (tutto l'applauso universale) geerntet. Diese Fresken wurden jedoch im Zweiten Weltkrieg zerstört, genau wie seine Werke in der Abtei Montecassino.
Von 1591 bis 1596 arbeitete Corenzio in Sant'Andrea delle Dame, wo er die Decke (heute verloren) und viele andere Szenen an den Wänden (erhalten) malte; einige Jahre später (1599–1600) freskierte er außerdem das Atrium, das Refektorium und den Friedhof der Nonnen von Sant'Andrea (erhalten). Diese zählen heute zu den wenigen noch unversehrt erhaltenen und daher wichtigsten Werken von Corenzio, zusammen mit den Fresken im Monte di Pietà in Neapel (1601) und im Kapitelsaal der Certosa di San Martino (1591 bis 1636). Jahrzehntelang, von 1603 bis 1621, arbeitete er auch in der Kirche Santa Maria la Nova (Neapel).
Er schuf auch weltliche Werke in einigen Adelspalästen, unter anderem im Palazzo Carafa di Maddaloni, und in den Palazzi der Herzöge von Airola und der Caracciolo d'Avellino. In der Casa Massimo in Barra malte er „Geschichten der alten Römer“. Seine berühmten Fresken im Palazzo Sanseverino di Sangro wurden 1895 zerstört, als ein Flügel des Palastes einstürzte.
Das vermutlich letzte Werk von Corenzio sind laut Abbate die Fresken in der Chiesa della Sapienza in Neapel, die 1639 bis 1641 entstanden.
Laut De Dominici erwarb Belisario Corenzio im Laufe seines Lebens durch seine Malerei große Reichtümer, lebte auf großem Fuß, und wurde zum Cavalier di San Giorgio erhoben. Er habe häufig Festessen für die „Professori della pittura“ (Professoren der Malerei) gegeben, und sei oft von einem regelrechten Gefolge von kleineren, gewöhnlichen Malern begleitet worden.
Am 1. Juni 1630 wurde der 72-jährige Corenzio in den Fall eines Verbrechens verstrickt, als die Abgeordneten der Capella di San Gennaro im Dom von Neapel eine Bittschrift an den Vizekönig schickten: Man hatte Guido Reni nach Neapel kommen lassen, um die Kapelle auszumalen. Nachdem dessen Diener jedoch angegriffen und verletzt worden war, floh Reni aus der Stadt, und der gefangengenommene Angreifer behauptete (unter Folter ?), er habe im Auftrage von Belisario Corenzio gehandelt. Dieser wurde jedoch aus Mangel an Beweisen von der Anklage freigesprochen. Vor bzw. nach Reni waren auch der Cavalier d’Arpino und Francesco Gessi (ein Mitarbeiter Renis) wegen der Ausmalung der Cappella del Tesoro aus Neapel vertrieben worden – mithilfe von Morddrohungen, für die De Dominici ebenfalls Belisario Corenzio verantwortlich macht. Als Ersatz für Reni und die anderen wendete man sich schließlich an Domenichino, der, sobald er in Neapel war, wiederum Drohbriefe erhielt, die versuchten, ihn zu entmutigen, damit er den Auftrag nicht annehme. Die Deputierten der Capella di San Gennaro hielten diese Drohungen nur für „eine Strategie oder einen Trick irgendeines Malers“ („stradagemma di alcun pittore“), Dominichino ließ sich nicht einschüchtern und führte den Auftrag aus. Dieser gesamte Fall und die Beschuldigungen früher Biographen (wie De Dominici) wurde Corenzio später übel ausgelegt und schädigten seinen Ruf, doch ist nicht erwiesen, dass diese Drohungen tatsächlich von ihm kamen.

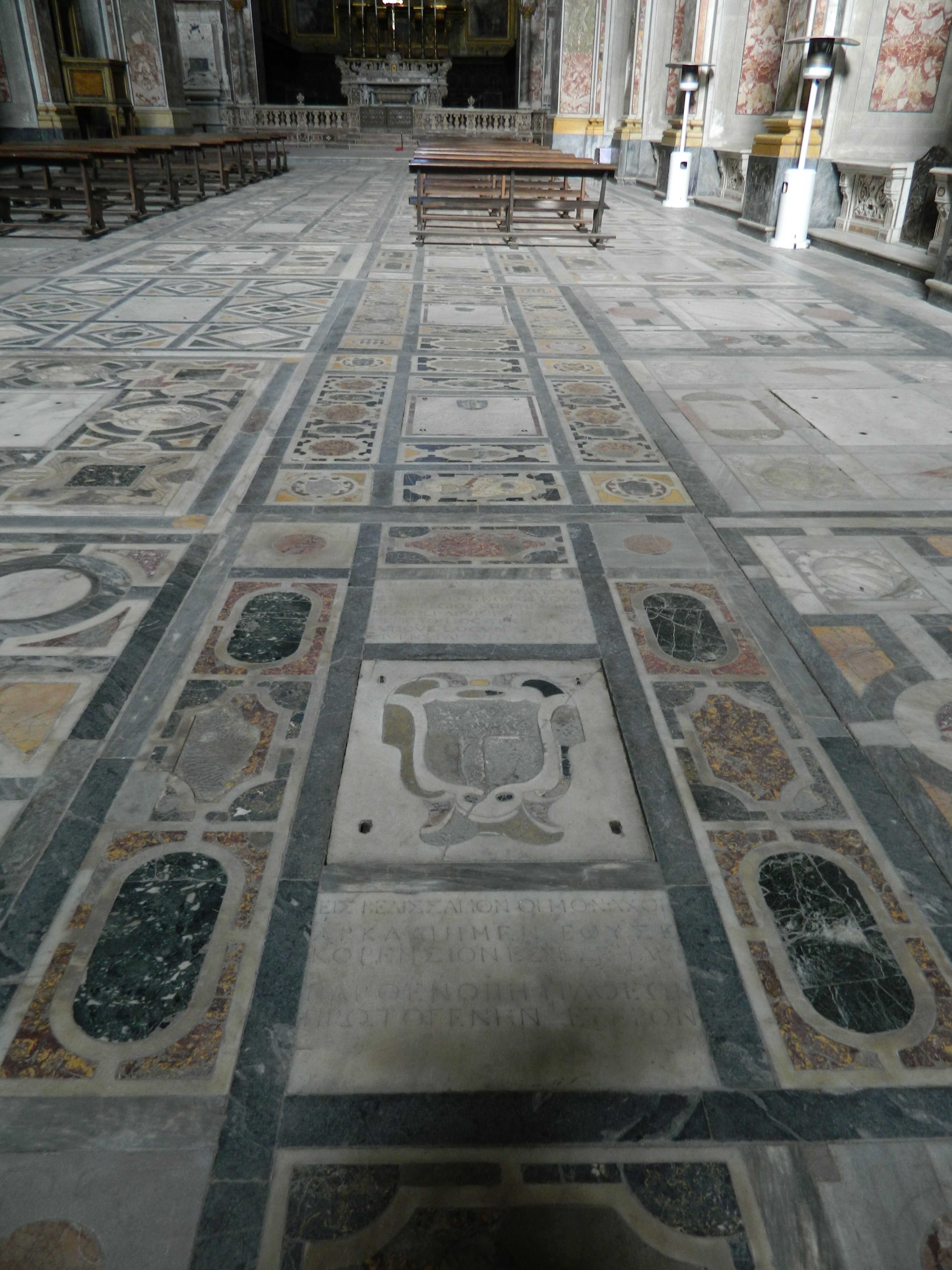
Grabplatte von Belisario Corenzio mit griechischer Inschrift am Fußboden von SS Severino e Sossio, Neapel

Paolo de Matteis und De Domenici überliefern auch die Anekdote, dass Corenzio 1643, mit 85 Jahren, in der Kirche Santi Severino e Sossio einige Ausbesserungsarbeiten an seinen Deckenfresken vornehmen wollte, weil einige Maler (darunter sein Schüler Massimo Stanzione) 'Fehler' daran gefunden und deshalb über ihn gelacht hätten; dabei sei er von einem Gestell gefallen und verstarb an den Folgen. Diese Geschichte ist mittlerweile als erfunden widerlegt: Es gilt heute als erwiesen, dass er noch 1646 lebte und sich nach Frusinate (heute: Esperia) zurückgezogen hatte, wo er Mitglied der Bruderschaft der Heiligen Petrus und Paulus der Griechen (Ss. Pietro e Paolo dei Greci) war.
Nach seinem Tode erhielt Belisario Corenzio ein feierliches Begräbnis und wurde tatsächlich in Santi Severino e Sossio in Neapel beigesetzt, wo sein Grabstein bis heute erhalten ist (siehe Abbildung).
Er hatte viele Schüler, darunter Luigi Rodriguez (oder Rodrigo), den er laut De Dominici angeblich aus Neid und Angst, dass er ihn übertreffen könnte, eigenhändig vergiftet haben soll; auch diese Episode ist nicht erwiesen und laut Abbate höchstwahrscheinlich frei erfunden.
Weitere Schüler waren der bereits erwähnte Massimo Stanzione, die Brüder Onofrio di Leone und Andrea di Leone, sowie Michele Regolia.

## Werk
„Er schuf so viele Werke, dass es unglaublich erscheint, dass ein Künstler alleine soviel fertigstellen konnte, wie vier gewöhnliche Maler zusammen nur mit Mühe hätten schaffen können.

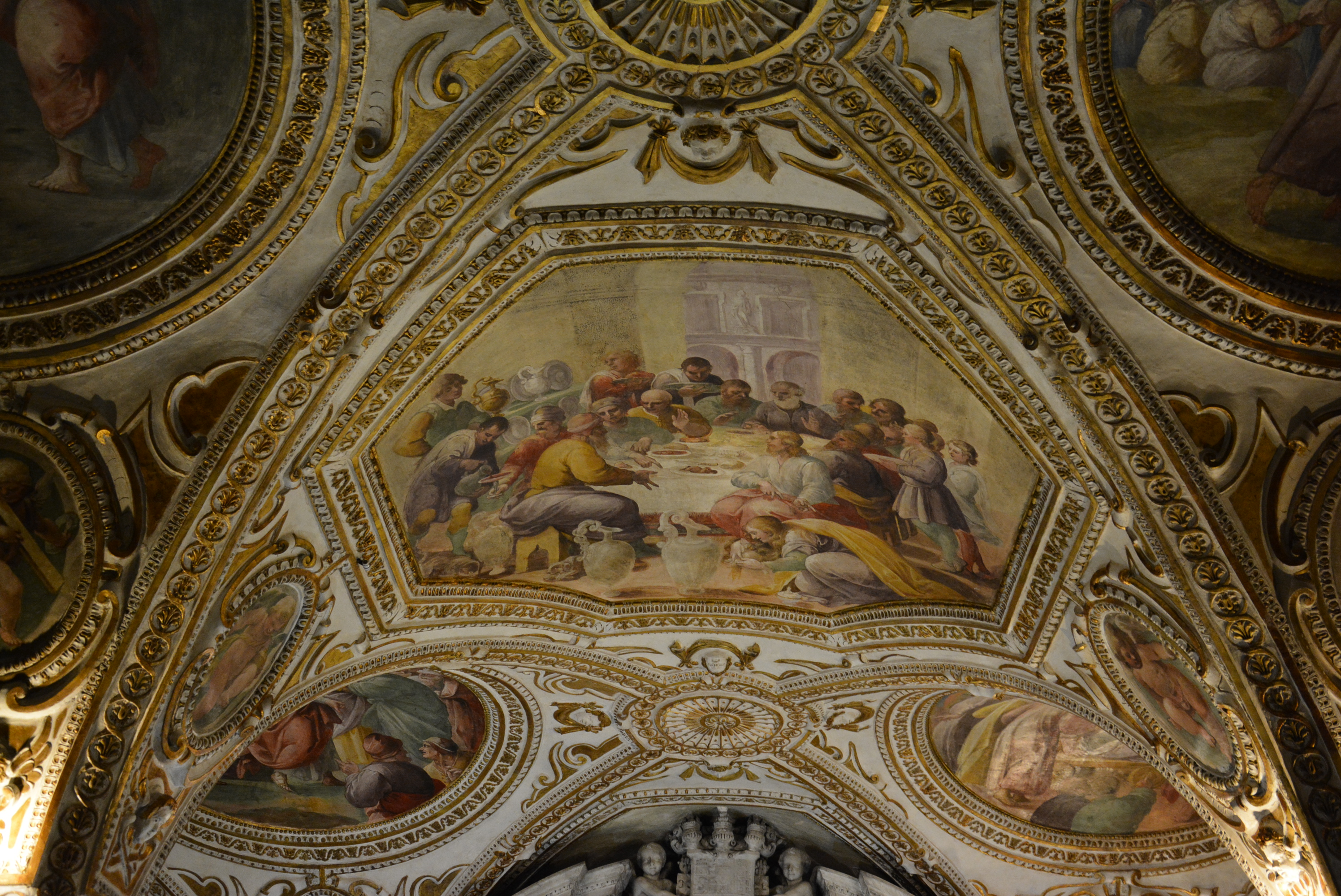
Hochzeit zu Cana, Fresko in der Kathedrale von Salerno

Son tante le opere sue che non par credibile aver potuto un solo artefice tante condurne a fine, che quattro solleciti dipintori appena potrebbero tutti insieme condurle.“

Corenzios Werk wird im Allgemeinen dem Spätmanierismus zugeordnet. Er war zu Lebzeiten als Freskenmaler außerordentlich erfolgreich und schuf ein sehr umfangreiches Werk, insbesondere in vielen neapolitanischen Kirchen. Sein Zeitgenosse C. D'Engenio Caracciolo, nannte ihn 1623 einen „berühmten neapolitanischen Maler, der gegenwärtig hochgelobt wird“ („illustre pittore napoletano, che di presente vive con molta sua lode“). Laut De Domenici (1744) bezeichnete ihn Paolo De Matteis als „Virtuosen“ und „guten Maler“, aber „unausgewogen“ (disuguale), weshalb manche seiner Werke zum Besten zählen würden, aber andere seien schwach. Massimo Stanzione soll für ihn den Begriff „Pittore copioso ma non scelto“ („fleißiger aber nicht erlesener Maler“) geprägt haben, und er und andere sollen in den letzten Lebensjahren des Corenzio Fehler in dessen Werken gefunden haben, u. a. in Santi Severino e Sossio; in Folge davon habe Corenzio einiges an Respekt in seiner Umwelt verloren. De Dominici lobte andererseits seine Leichtigkeit, seine Zeichnung, seine Erfindungsgabe, sein Kolorit, seine vielfigurigen Kompositionen, bei denen er jedem Gesicht ganz andere und eigene Züge verlieh, andererseits seien seine Figuren jedoch zu gewöhnlich und besäßen nicht genug Anmut, vor allem bei „edlen“ Themen. Carlo Celano (1692) schätzte besonders die Jugendwerke von Corenzio, von denen jedoch das meiste nicht mehr erhalten ist. Die modernere Kunstkritik hat sich insgesamt nur sehr wenig und oberflächlich mit Corenzio beschäftigt, man bescheinigt ihm erzählerisches Talent, erkennt „toskanische Einflüsse“ und charakterisiert ihn als „spiritoso“ (geistvoll) – im Gegensatz zu gefühlsbetonteren oder dramatischeren Künstlern.
Belisario Corenzio malte nur wenige Altarbilder in Öl auf Leinwand, darunter die Anbetung der Könige in der Chiesa dei Girolamini (Neapel) und vier Tafeln in der SS Annunziata in Nola.
Werke (Auswahl):

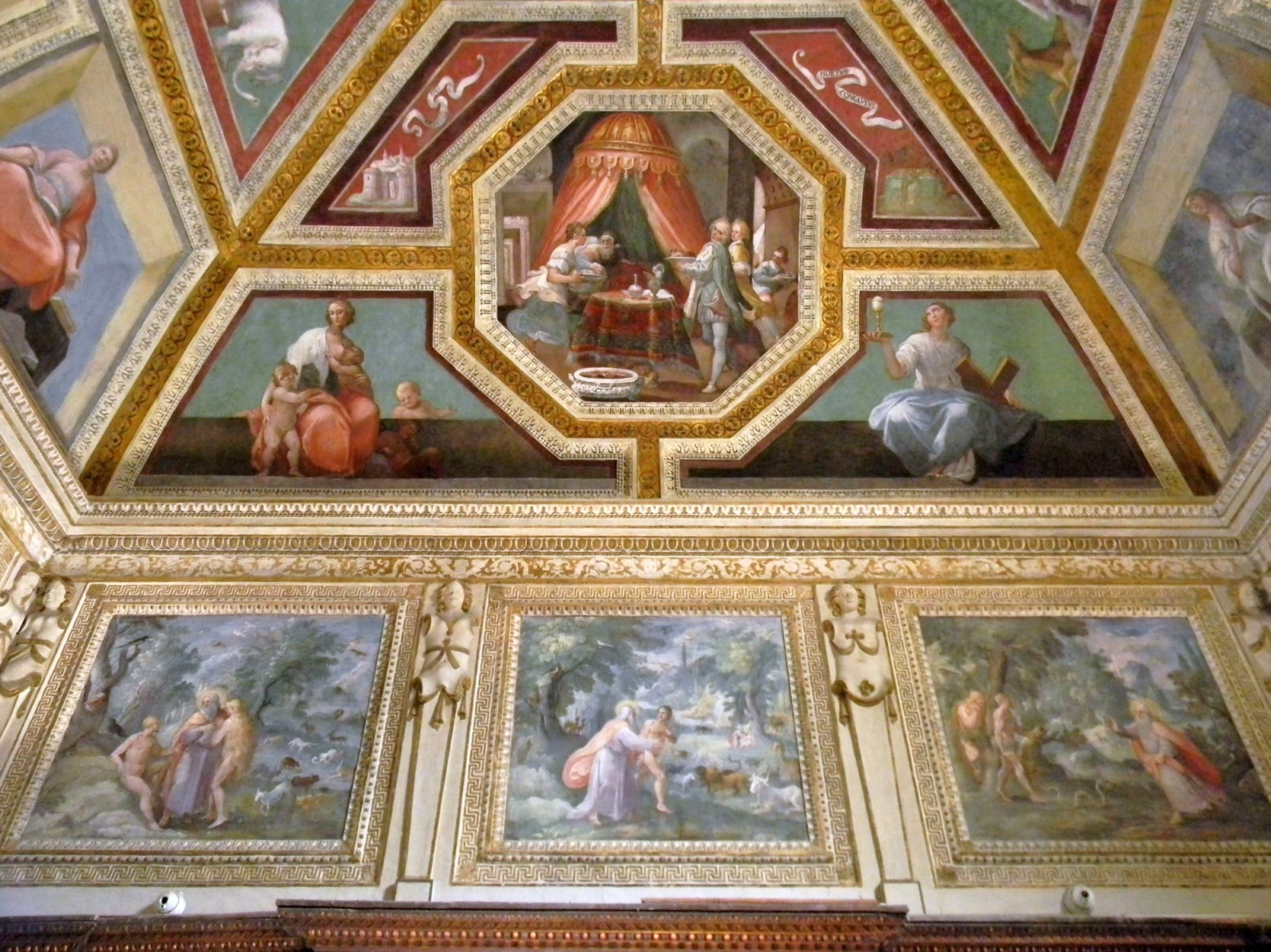
Fresken in der Sakristei der Basilica della SS Annunziata Maggiore, Neapel

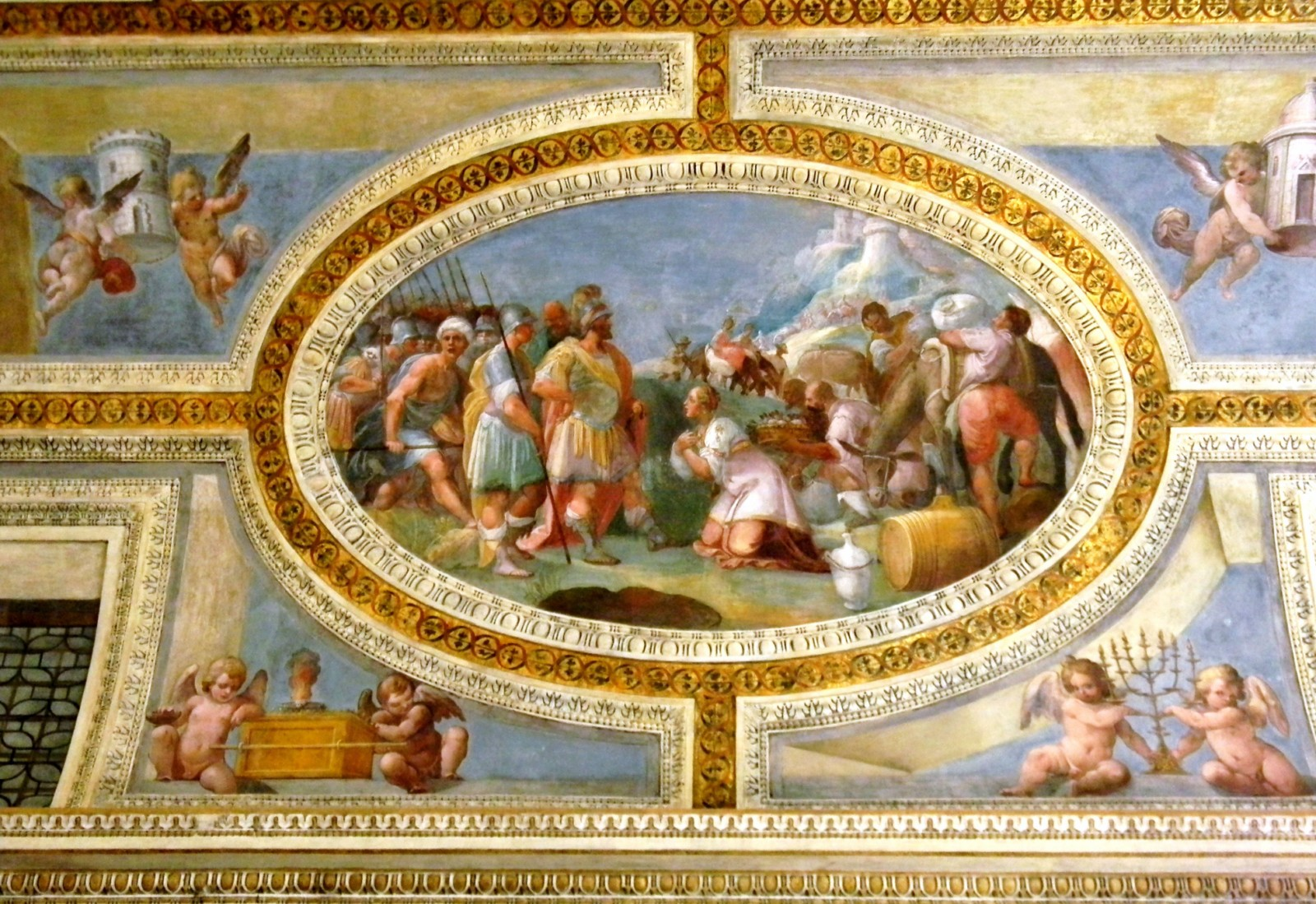
Szenen aus dem Alten Testament in der Sakristei der Basilica della SS Annunziata Maggiore, Neapel

- Fresken in Sant'Andrea delle Dame, 1591–1596 (zum Teil erhalten), u. a. Atrium, Refektorium und Friedhof der Nonnen, 1599–1600 (erhalten)
- Fresken in San Gennaro in San Martirio, 1591–1592 (40 Jahre später von Battistello Caracciolo übermalt)[1]
- Fresken in SS. Annunziata in Neapel, in der Kuppel und im Chor (zerstört), in der Sakristei (erhalten)
- San Paolo Maggiore: Tribüne und Gewölbe über dem Hochaltar (zerstört), Sakristei und Capella del tesoro (schlecht erhalten bzw. später übermalt)[1][3]
- Fresken im Monte di pietà, Neapel, 1601 (erhalten)[1]
- Fresken in Santa Maria la Nova, Neapel, 1603–1621 (erhalten)[1]
- Fresken im Palazzo Reale[3]
- Fresken im Palazzo del Principe di San Severo e Sangro (1895 durch Einsturz zerstört)[1]
- Die „ganze Kirche“ SS. Severino e Sossio (zum großen Teil zerstört)[1][3],
- Fresken im Konvent von SS. Severino e Sossio (erhalten; heute: Archivio di Stato)[1]
- Die Casa Professa dei Gesuiti und Gewölbe in der Kirche Gesù Nuovo (eines davon fiel 1688 beim Erdbeben herunter)[3]
- Kapitelsaal der Certosa di San Martino, 1591 bis 1636 (erhalten)[1]
- Fresken in Montecassino, u. a. Kuppel (im Zweiten Weltkrieg zerstört)[1][3]
- Chiesa della Sapienza, Neapel, 1639–1641[1]

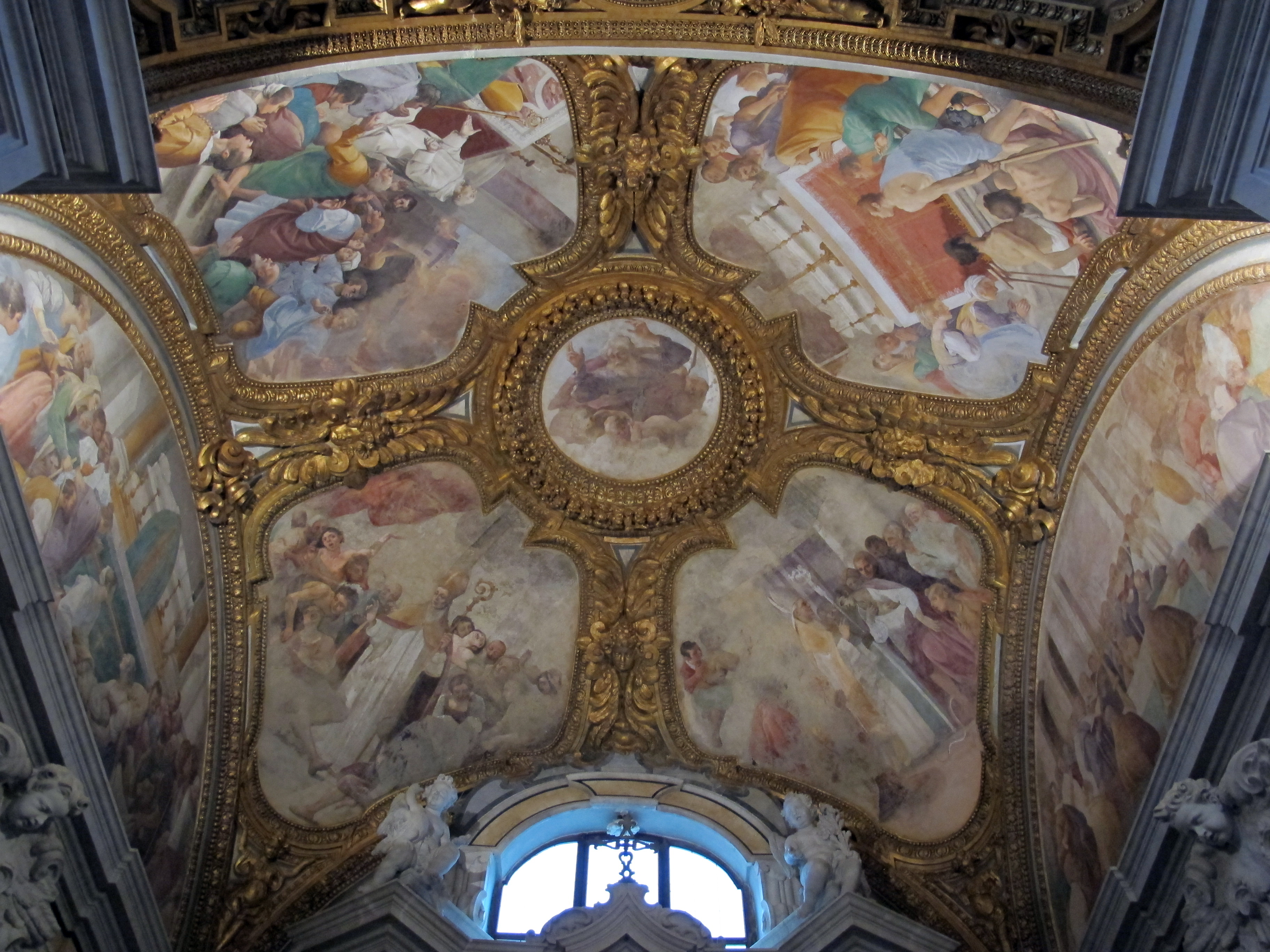
Deckenfresken von Corenzio in der Cappella di Sant'Ugo, Certosa di San Martino, Neapel (1632)